# Cochylis nana
Cochylis nana é uma espécie de insetos lepidópteros, mais especificamente de traças, pertencente à família Tortricidae.
A autoridade científica da espécie é Haworth, tendo sido descrita no ano de 1811.
Trata-se de uma espécie presente no território português.